# Аміск
Аміск (англ. Amisk) — село в Канаді, у провінції Альберта, у складі муніципального району Провост № 52.

## Населення
За даними перепису 2016 року, село нараховувало 204 особи, показавши скорочення на 1,4%, порівняно з 2011-м роком. Середня густина населення становила 268,3 осіб/км².
З офіційних мов обидвома одночасно не володів жоден з жителів, тільки англійською — 205. Усього 5 осіб вважали рідною мовою не одну з офіційних.
Працездатне населення становило 85 осіб (58,6% усього населення), рівень безробіття — 17,6% (23,1% серед чоловіків та 0% серед жінок). 100% осіб були найманими працівниками, а 0% — самозайнятими.
Середній дохід на особу становив $12 013 (медіана $12 002), при цьому для чоловіків — $12 013, а для жінок $12 013 (медіани — $12 002 та $12 002 відповідно).
41,4% мешканців мали закінчену шкільну освіту, не мали закінченої шкільної освіти — 10,3%, 44,8% мали післяшкільну освіту, з яких 15,4% мали диплом бакалавра, або вищий.
| Статево-вікова структура населення | Статево-вікова структура населення | Статево-вікова структура населення | Статево-вікова структура населення | Статево-вікова структура населення |
| ---------------------------------- | ---------------------------------- | ---------------------------------- | ---------------------------------- | ---------------------------------- |
|                                    |                                    |                                    |                                    |                                    |
| Всього                             | Всього                             | 47,5%52,5%                         |                                    |                                    |
| 0 — 14 років                       | 0 — 14 років                       |                                    | 21,4%                              | 21,4%                              |
| 15 — 64 років                      | 15 — 64 років                      |                                    | 64,3%                              | 64,3%                              |
| 65 і більше                        | 65 і більше                        |                                    | 14,3%                              | 14,3%                              |
| 85 і більше                        | 85 і більше                        |                                    | 2,4%                               | 2,4%                               |
| Середній вік (років)               | Середній вік (років)               | 39,837,6                           | 38,6                               | 38,6                               |
| Медіана (років)                    | Медіана (років)                    | 39,235,8                           | 37,0                               | 37,0                               |
| — чоловіки — жінки                 |                                    |                                    |                                    |                                    |

| Походження мешканців:     | Походження мешканців:     | Походження мешканців: | Походження мешканців: | Походження мешканців: |
| ------------------------- | ------------------------- | --------------------- | --------------------- | --------------------- |
| Походження                |                           |                       | осіб                  | %                     |
| Корінні американці        | Корінні американці        |                       | 0                     | 0%                    |
| Інше північноамериканське | Інше північноамериканське |                       | 15                    | 7.35%                 |
| Європейське               | Європейське               |                       | 155                   | 75.98%                |
| британське                | британське                |                       | 125                   | 61.27%                |

| Зайнятість населення за галузями (за класифікацією NOC): | Зайнятість населення за галузями (за класифікацією NOC): | Зайнятість населення за галузями (за класифікацією NOC): | Зайнятість населення за галузями (за класифікацією NOC): | Зайнятість населення за галузями (за класифікацією NOC): |
| -------------------------------------------------------- | -------------------------------------------------------- | -------------------------------------------------------- | -------------------------------------------------------- | -------------------------------------------------------- |
|                                                          |                                                          |                                                          |                                                          |                                                          |
| Управління                                               | Управління                                               |                                                          | 11,8%                                                    | 11,8%                                                    |
| Бізнес, фінанси та адміністрування                       | Бізнес, фінанси та адміністрування                       |                                                          | 17,6%                                                    | 17,6%                                                    |
| Гуртова торгівля, транспорт та обладнання                | Гуртова торгівля, транспорт та обладнання                |                                                          | 17,6%                                                    | 17,6%                                                    |
| Природні ресурси, сільське господарство                  | Природні ресурси, сільське господарство                  |                                                          | 11,8%                                                    | 11,8%                                                    |
| Виробництво                                              | Виробництво                                              |                                                          | 23,5%                                                    | 23,5%                                                    |

## Клімат
Середня річна температура становить 2,5°C, середня максимальна – 22,1°C, а середня мінімальна – -21°C. Середня річна кількість опадів – 405 мм.
| Клімат поселення                              | Клімат поселення | Клімат поселення | Клімат поселення | Клімат поселення | Клімат поселення | Клімат поселення | Клімат поселення | Клімат поселення | Клімат поселення | Клімат поселення | Клімат поселення | Клімат поселення | Клімат поселення |
| Показник                                      | Січ.             | Лют.             | Бер.             | Квіт.            | Трав.            | Черв.            | Лип.             | Серп.            | Вер.             | Жовт.            | Лист.            | Груд.            |                  |
| Середній максимум, °C                         | −7,62            | −4,29            | 1,26             | 10,48            | 17,08            | 21,45            | 22,14            | 21,41            | 15,85            | 9,81             | −0,2             | −7,05            |                  |
| Середня температура, °C                       | −14,29           | −10,97           | −5,42            | 3,80             | 10,41            | 14,76            | 17,04            | 16,33            | 10,77            | 4,72             | −5,28            | −12,15           |                  |
| Середній мінімум, °C                          | −20,97           | −17,64           | −12,1            | −2,88            | 3,73             | 8,09             | 11,96            | 11,24            | 5,67             | −0,35            | −10,36           | −17,24           |                  |
| Норма опадів, мм                              | 22               | 15               | 16               | 19               | 39               | 77               | 78               | 54               | 36               | 16               | 17               | 16               |                  |
| Середньомісячна швидкість вітру, м/с          | 4.20             | 4.09             | 4.20             | 4.40             | 4.30             | 3.98             | 3.60             | 3.47             | 3.80             | 4.10             | 4.21             | 4.19             |                  |
| Середньомісячна сонячна радіація, кДж/м²·день | 3930             | 7497             | 12667            | 17559            | 20981            | 22242            | 22784            | 19043            | 13052            | 7982             | 4098             | 2868             |                  |
| --------------------------------------------- | ---------------- | ---------------- | ---------------- | ---------------- | ---------------- | ---------------- | ---------------- | ---------------- | ---------------- | ---------------- | ---------------- | ---------------- | ---------------- |
| Джерело:                                      |                  |                  |                  |                  |                  |                  |                  |                  |                  |                  |                  |                  |                  |